# Pildammsparken

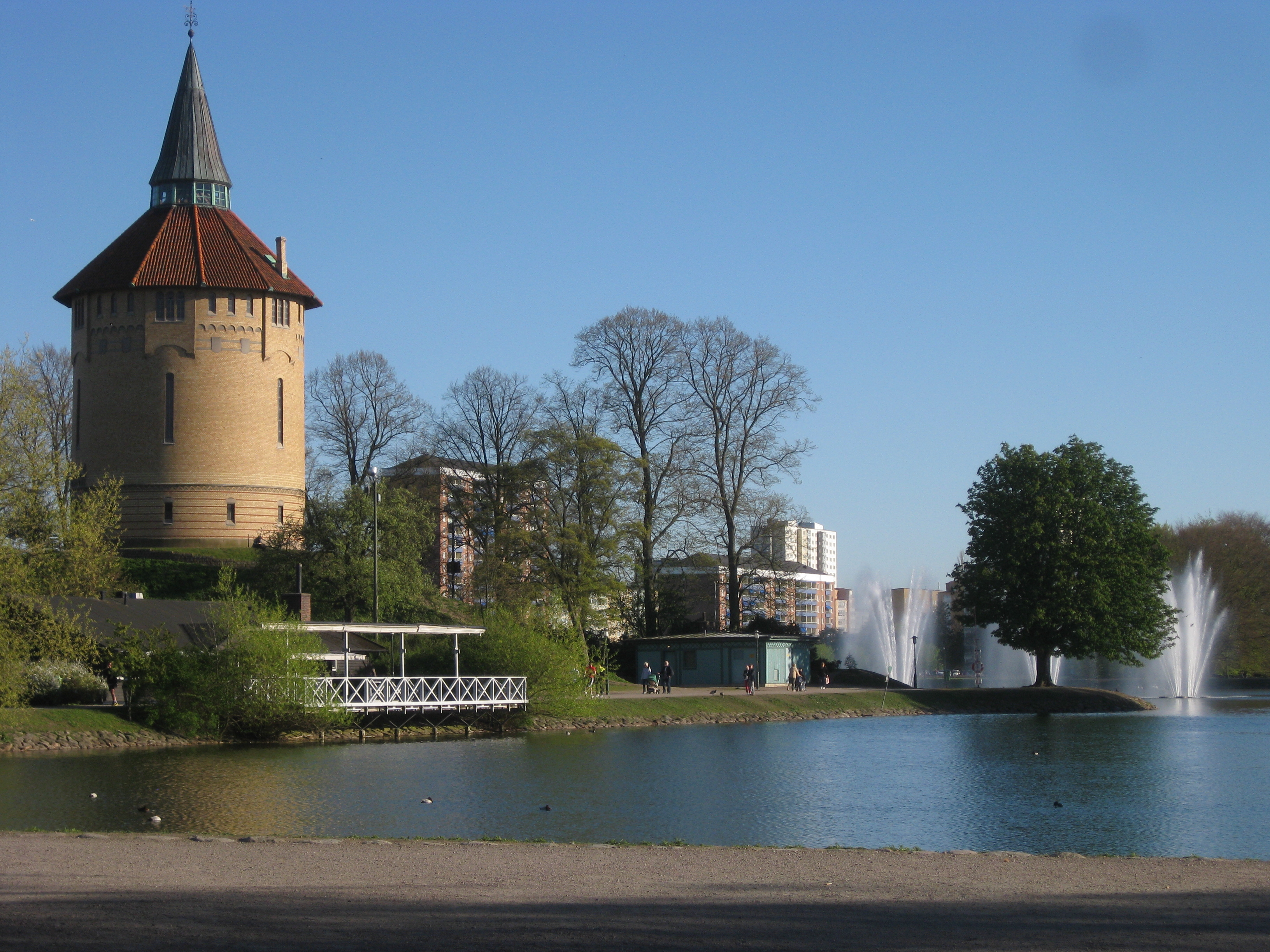
Vattentornet (arkitekt: Harald Boklund) och stora dammen.

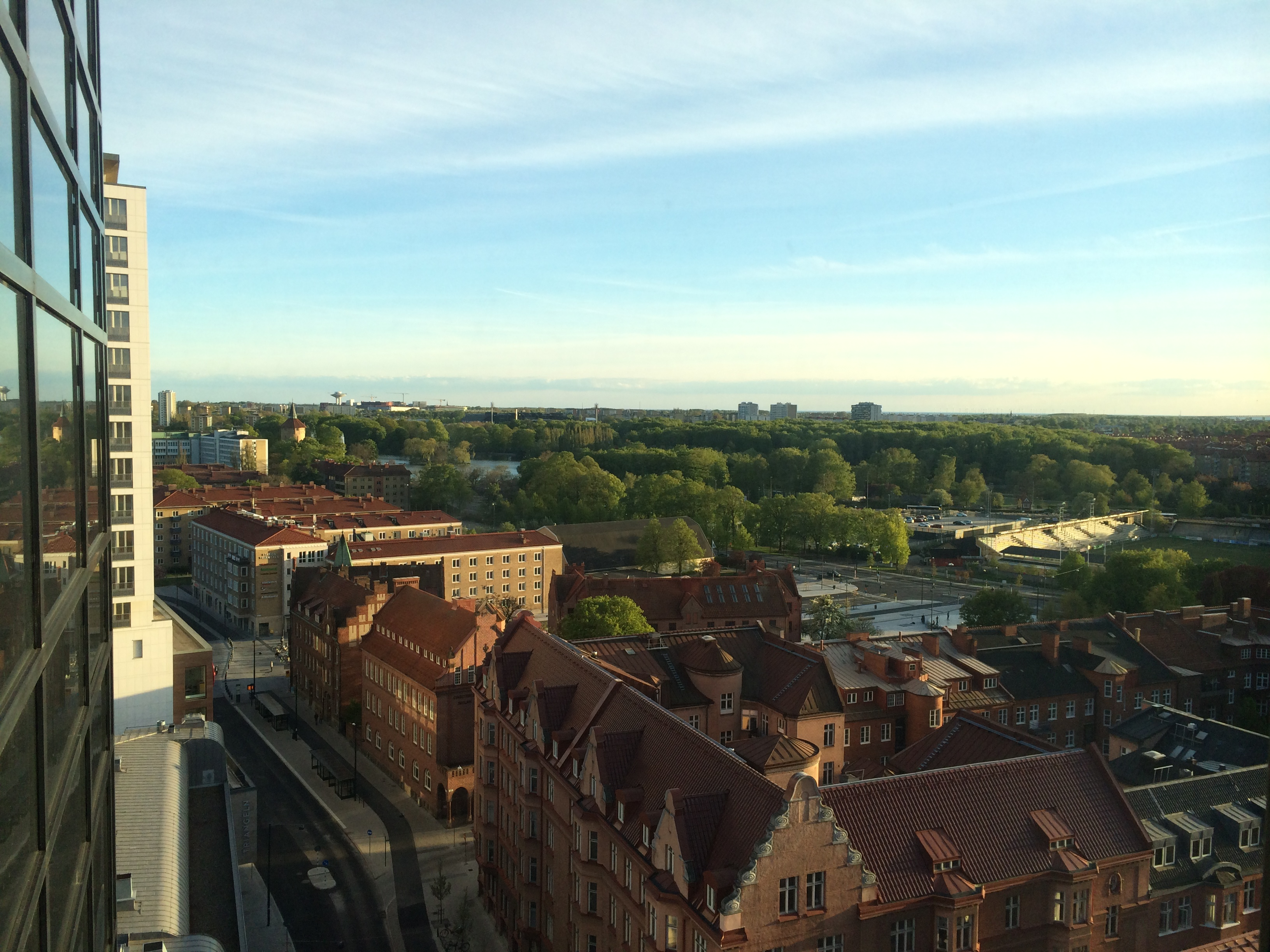
Pildammsparken sedd från Hotell Triangeln.

Pildammsparken, förr även kallad Baltiska parken, är Malmös största park.
Parken, som är 45 hektar stor, är belägen kring Pildammarna. En damm anlades som stadens vattenreservoar vid 1500-talets slut. Pilträden planterades för att förstärka dammen skyddsvallar. På 1800-talet tillkom ytterligare en damm, men i början av 1900-talet byggdes de båda dammarna samman. Parken anlades på den plats där Baltiska utställningen hållits 1914. Från utställningen återstår endast Kungliga paviljongen, numera kallad Margaretapaviljongen, det konstgjorda "berget" bakom paviljongen och vissa mindre lämningar.
Efter utställningen anlitade stadsingenjören Anders Nilsson den danske trädgårdsarkitekten Erik Erstad-Jørgensen. Denne utarbetade ett förslag till parkanläggning, vilket framlades 1915. Projektet försenades dock, bland annat på grund av kriget, och på det tidigare utställningsfältet odlades i livsmedelsbristens tider potatis medan kongresshallen användes som rotfruktslager. Slutligen beslutades dock att planerna skulle fullföljas. År 1920 lämnade emellertid Nilsson sin tjänst och hans efterträdare Erik Bülow-Hübe hade en helt annan syn på parkanläggningskonsten. Detta ledde till att arbetet stoppades och Bülow-Hübe utarbetade ett helt nytt förslag, vilket framlades 1926. Det blev detta förslag som i något reviderad version kom att genomföras.
En nyare anläggning är Galatheas hage, avsedd för meditation. Det cirkelrunda fältet ”tallriken”, med en diameter på 165 meter, används sommartid till picknick och gymnastik.  Den nuvarande Pildammsteatern är en amfiteater som tillkom år 1963 som ersättning för en äldre friluftsteater. Det gamla vattentornet inrymmer ibland konstutställningar. Den populära motionsrundan runt själva dammen mäter cirka 1,5 kilometer.
Vid Roskildevägen ligger Roskilde förskola och uteförskolan "Stock och Sten" håller också till i parken. Även Bladins skola håller numera till precis bredvid på Roskildevägen. 
Sedan 2004 bjuds parkens besökare sommartid på en ljusshow i form av projicerade bilder på dammens fontän samt spelas musik i samband med ljusshowen.
År 2014 byggde EU-migranter ett tältläger i parken där de sedan övervintrade; lägret revs av Malmö kommun i mars 2015 och majoriteten av lägrets invånare gavs bussbiljetter till Rumänien.

## Bildgalleri

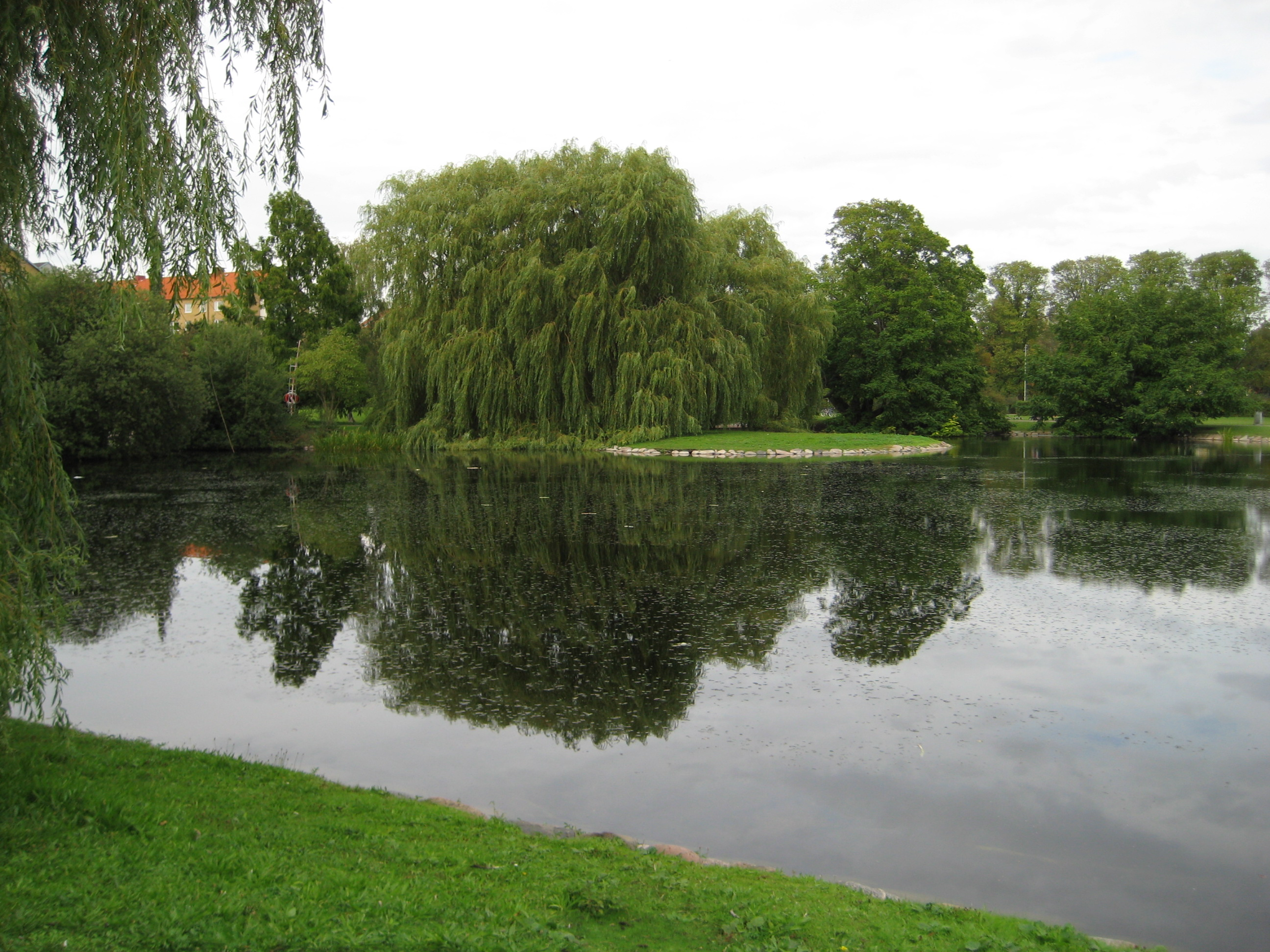
Lilla dammen.
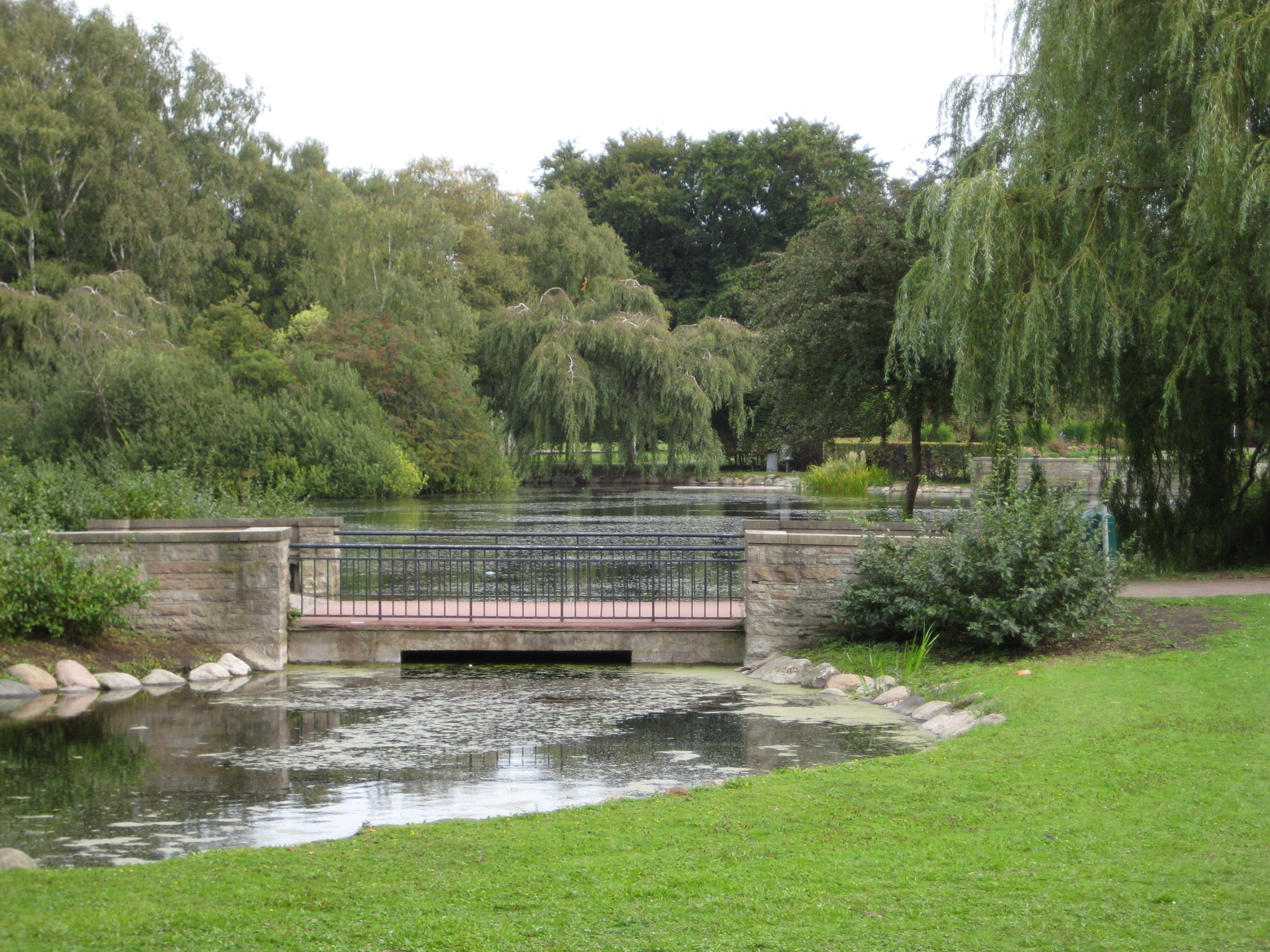
Lilla dammen.
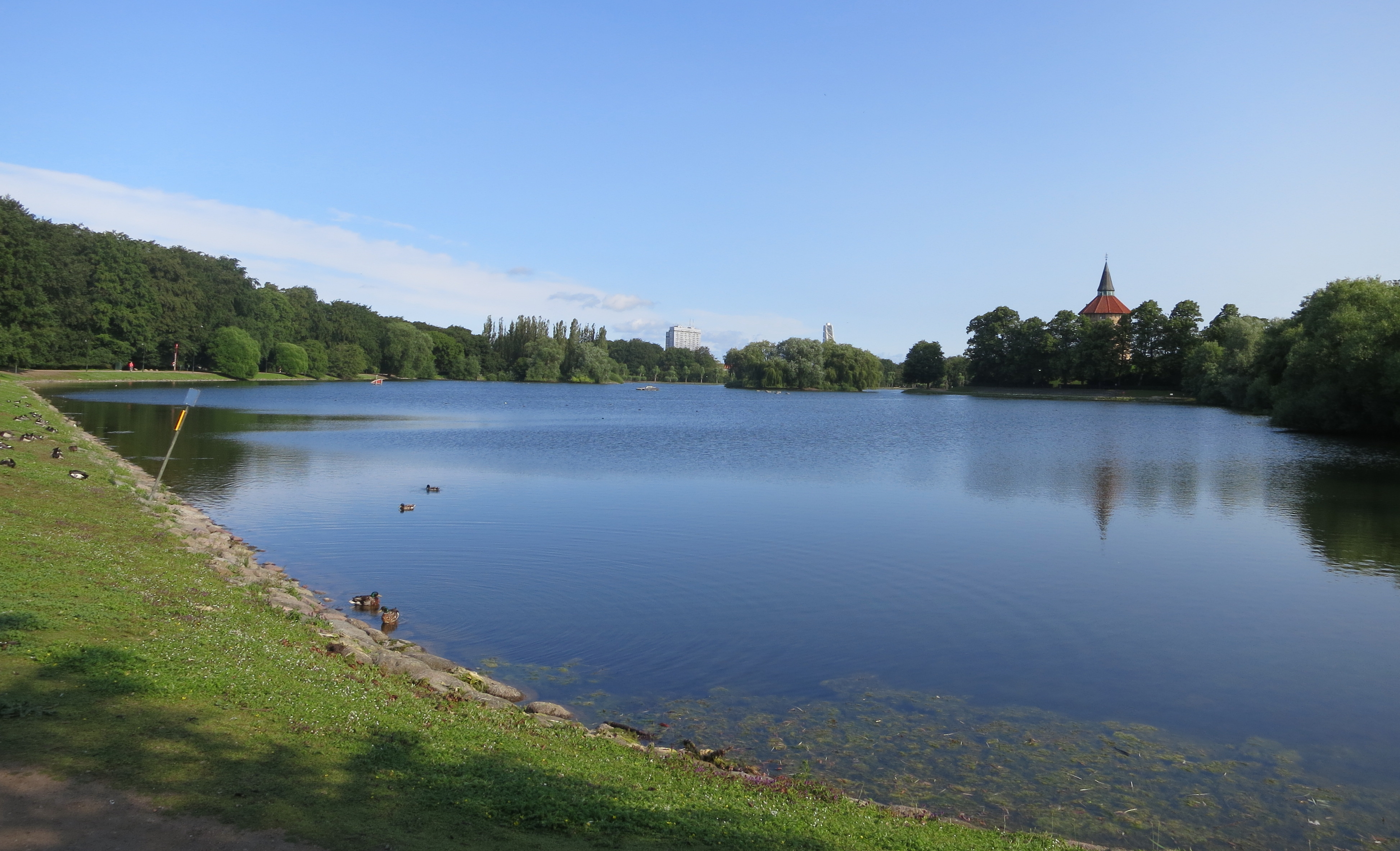
Stora dammen.
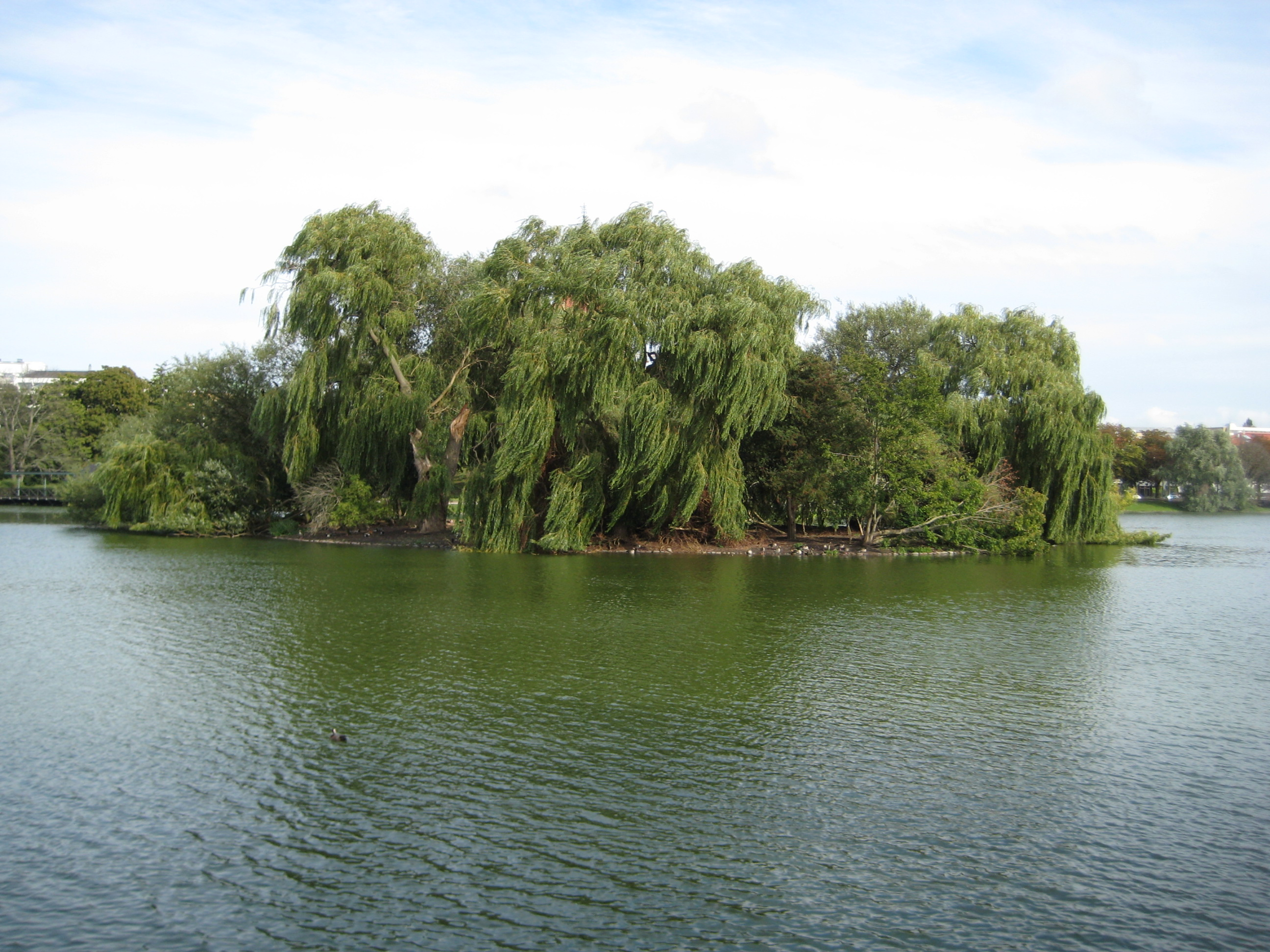
Stora dammen.
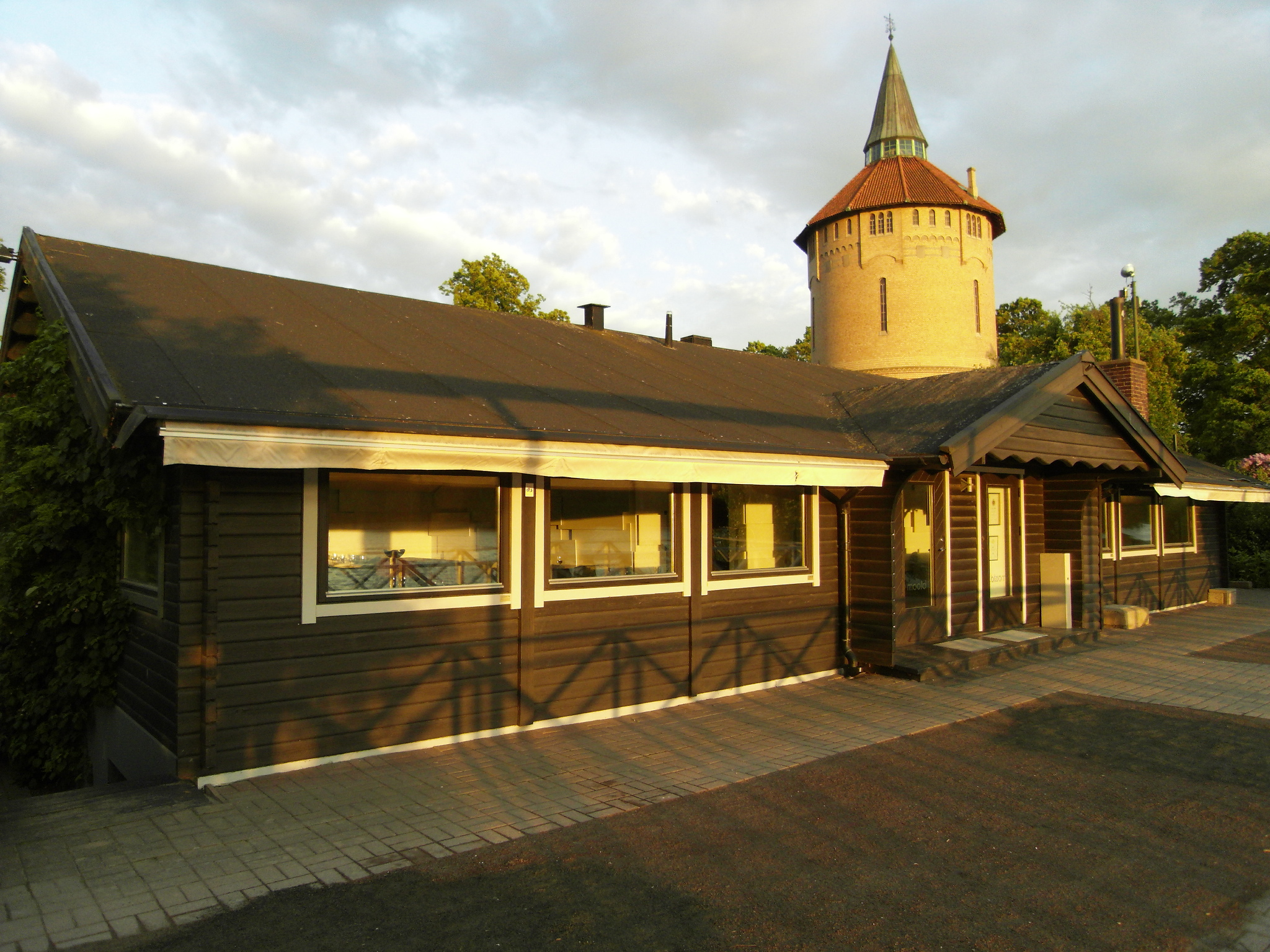
Vattentornet och restaurangen Bloom in the park.
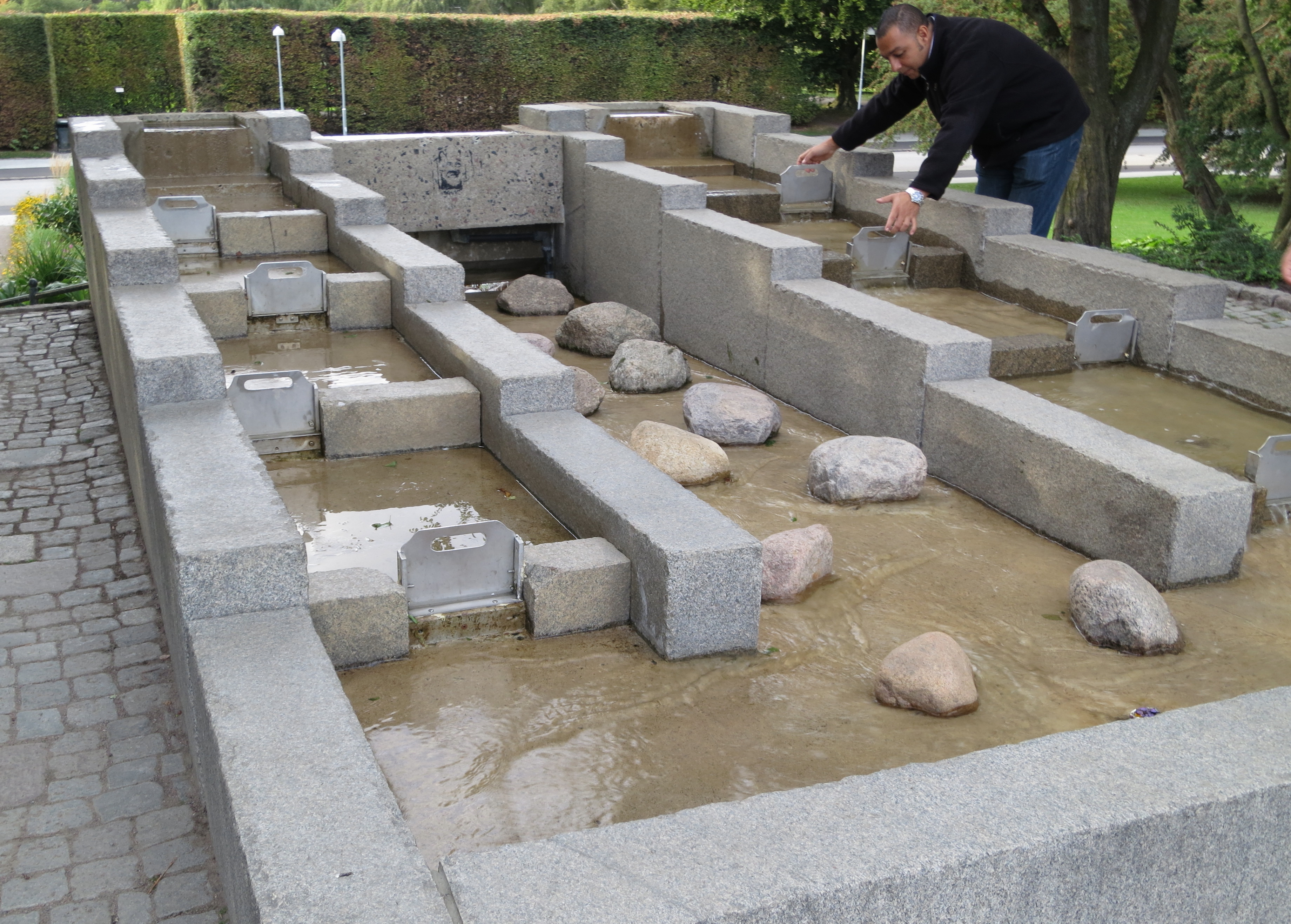
Vattentrappan.
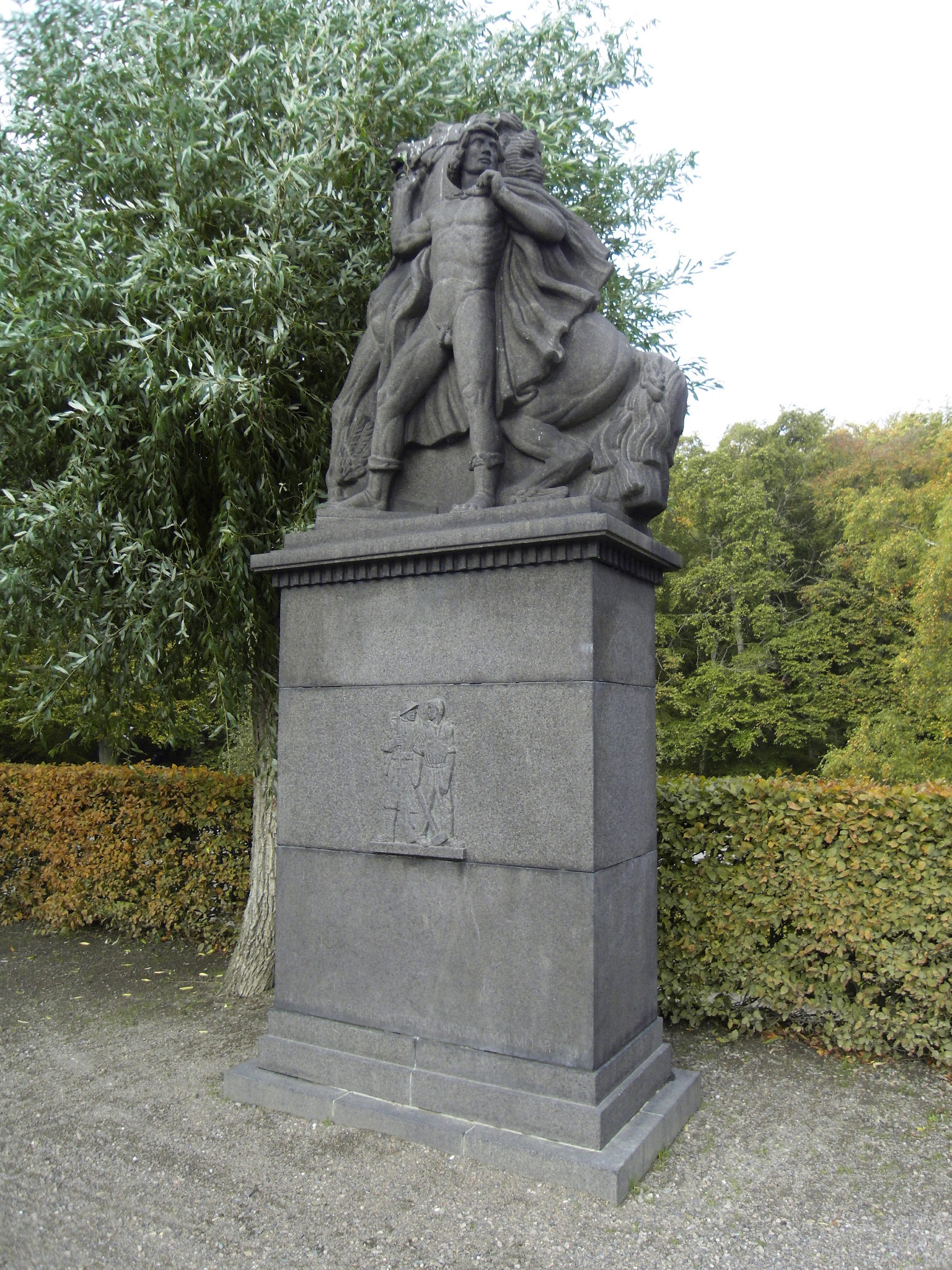
Tidens Genius, av Ivar Johnsson 1929.
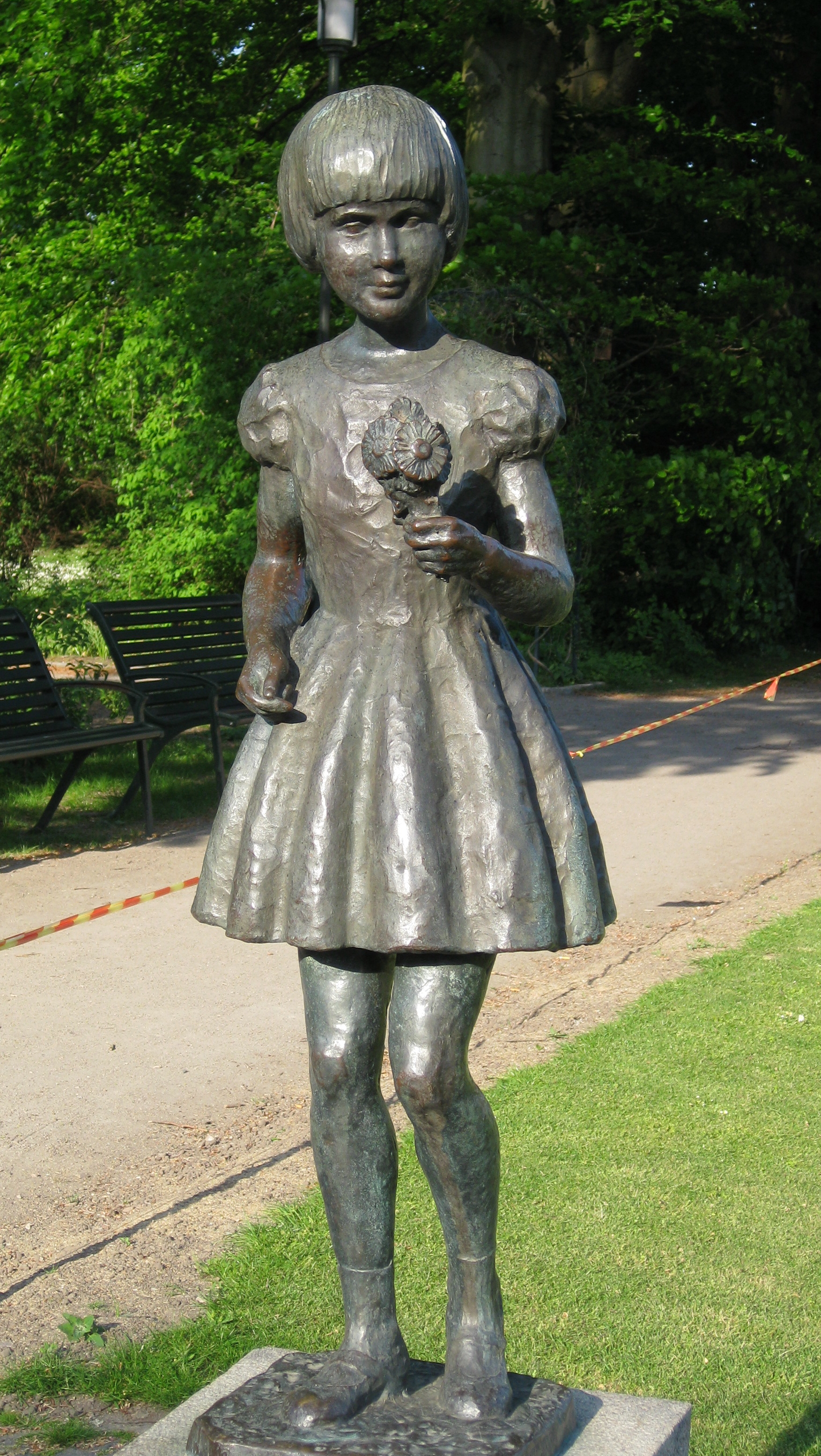
Margaretaflickan
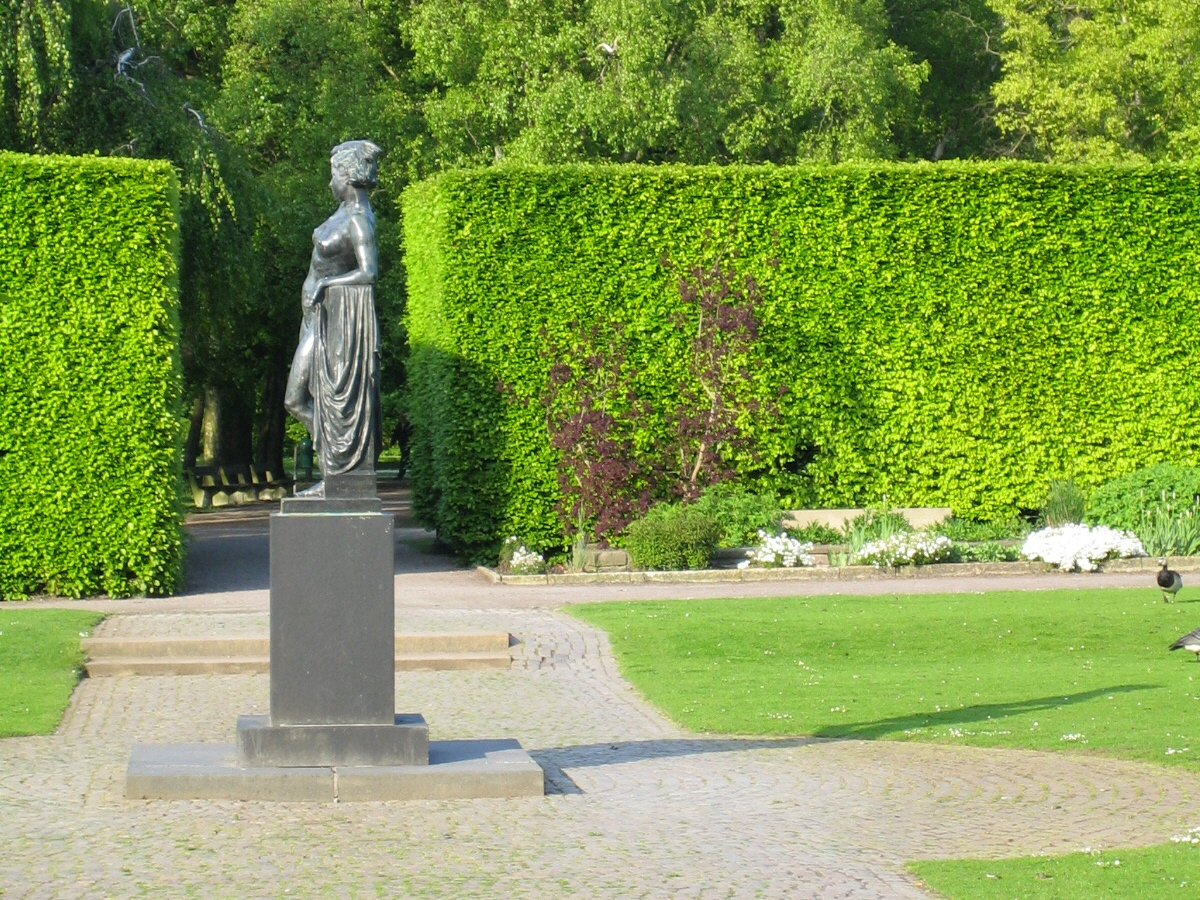
Galatheas staty.
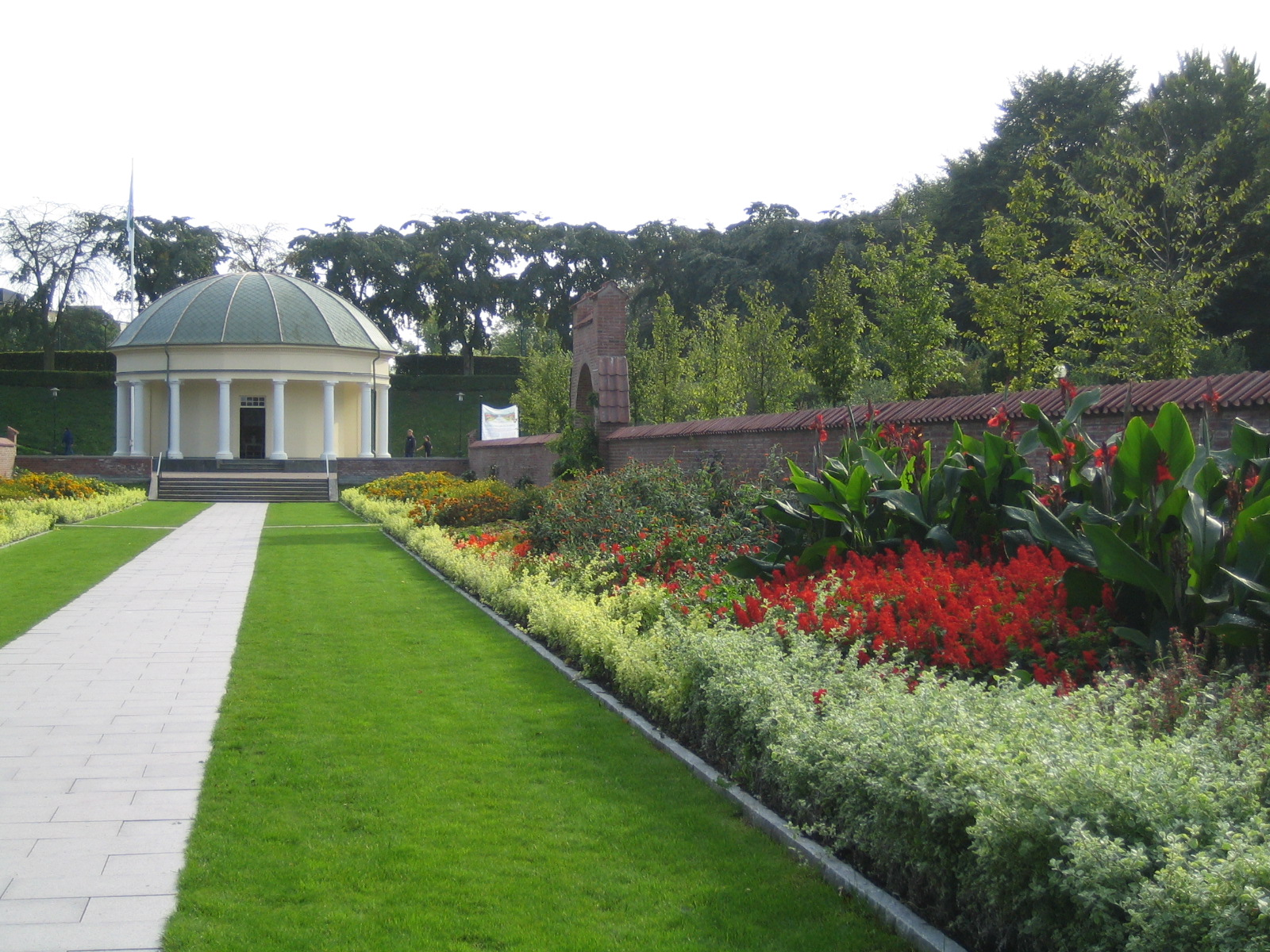
Margaretapaviljongen och blomstergatan.
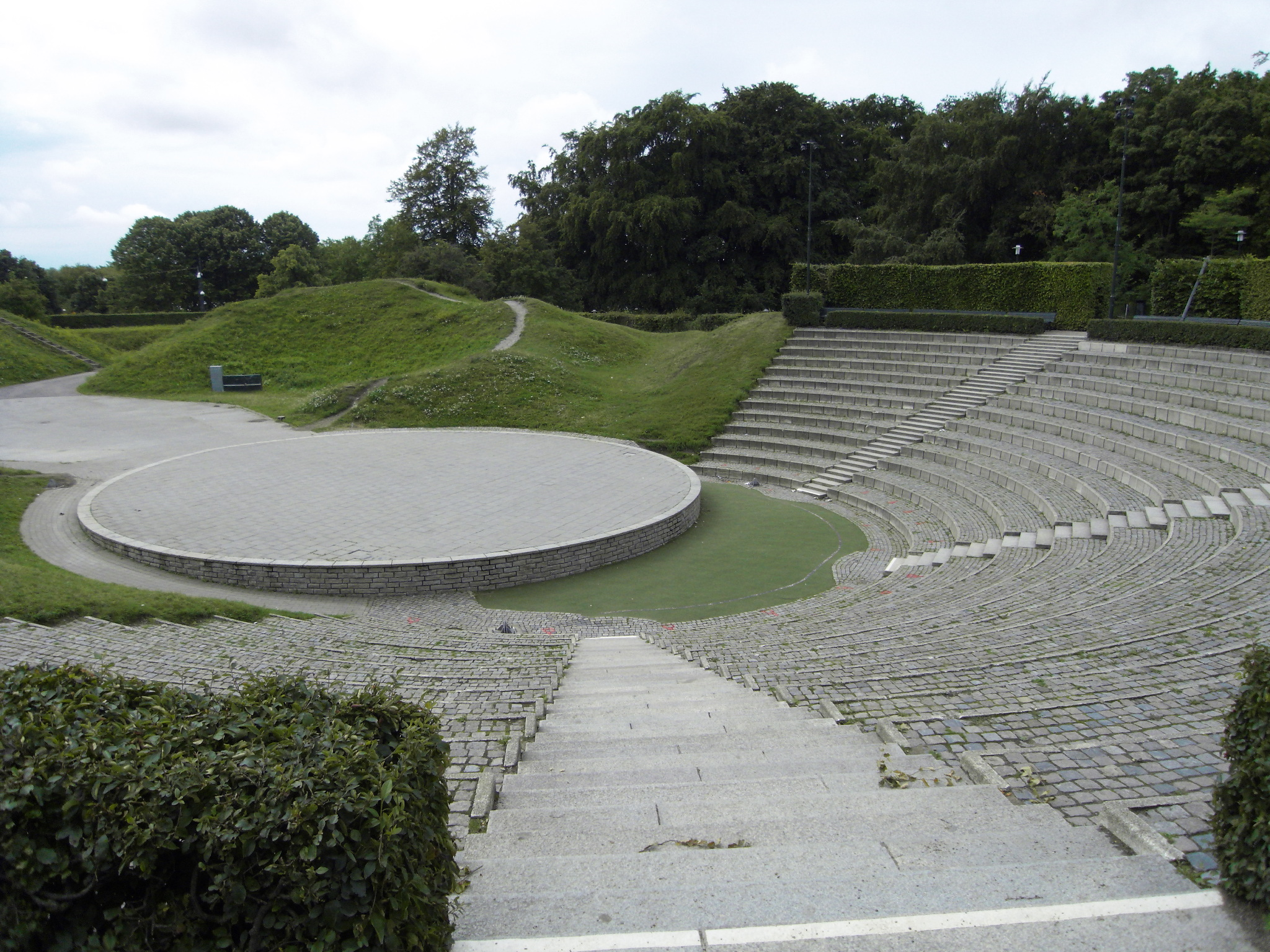
Pildammsteatern.
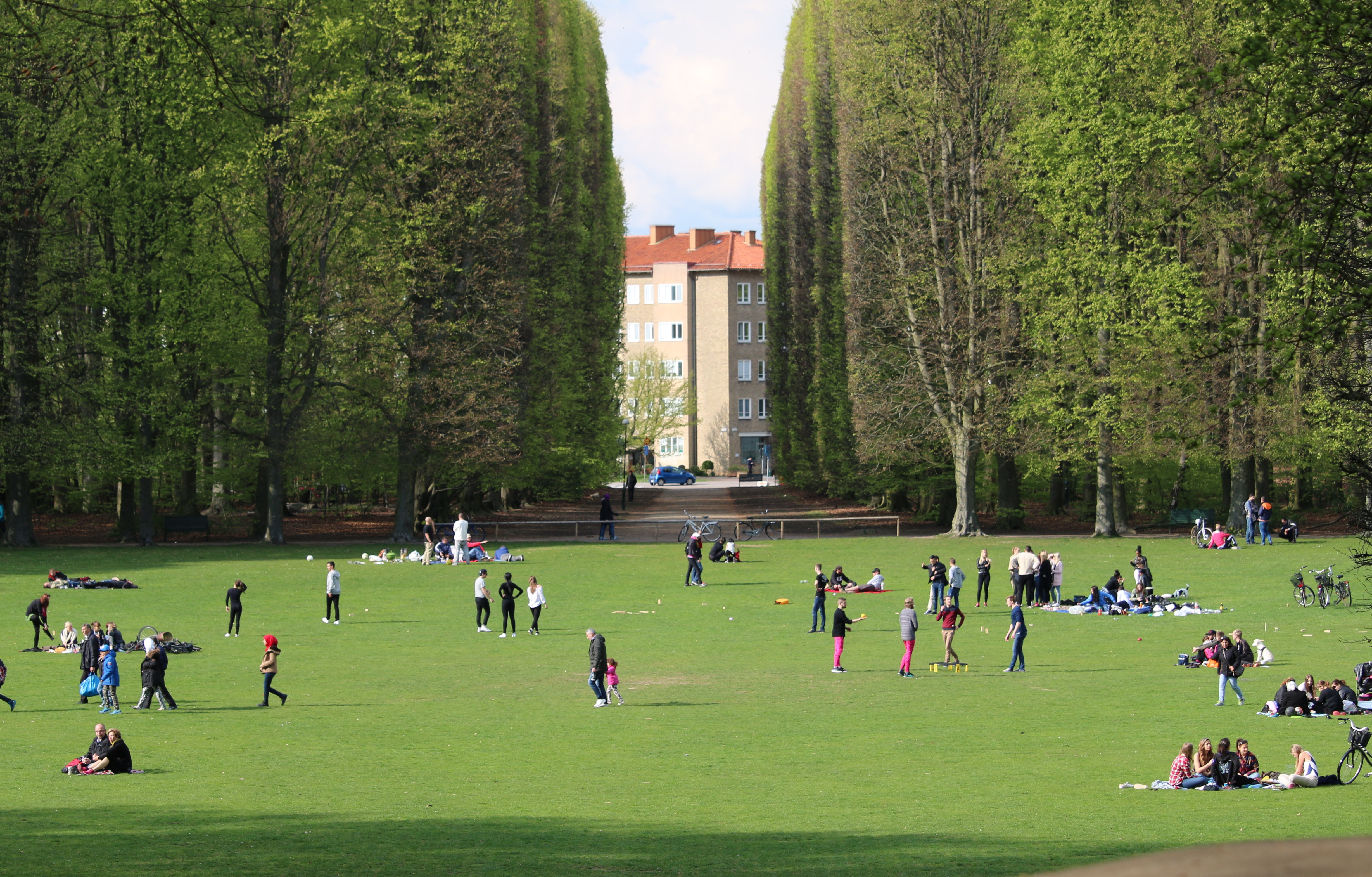
Tallriken.
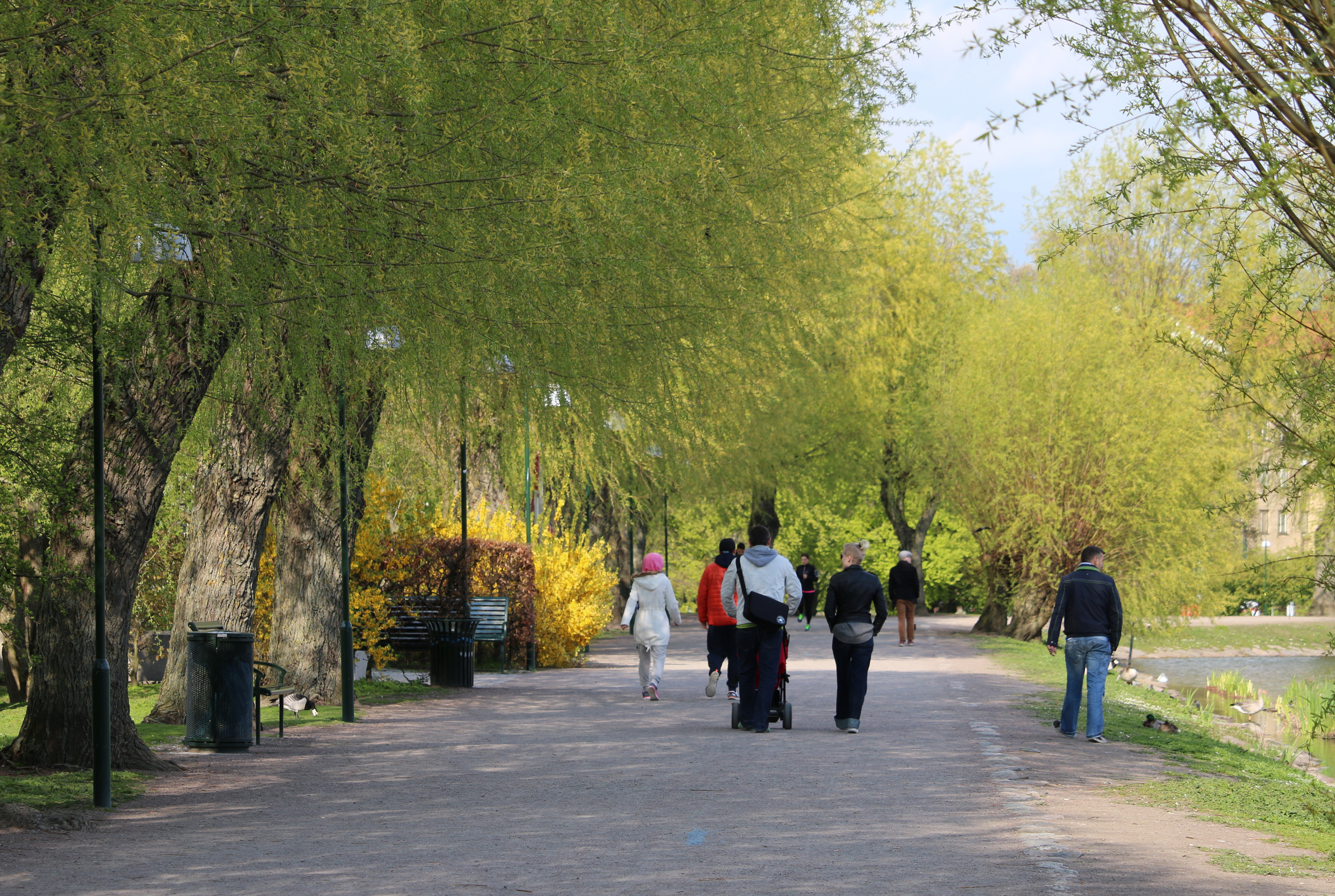
Dammvallen.
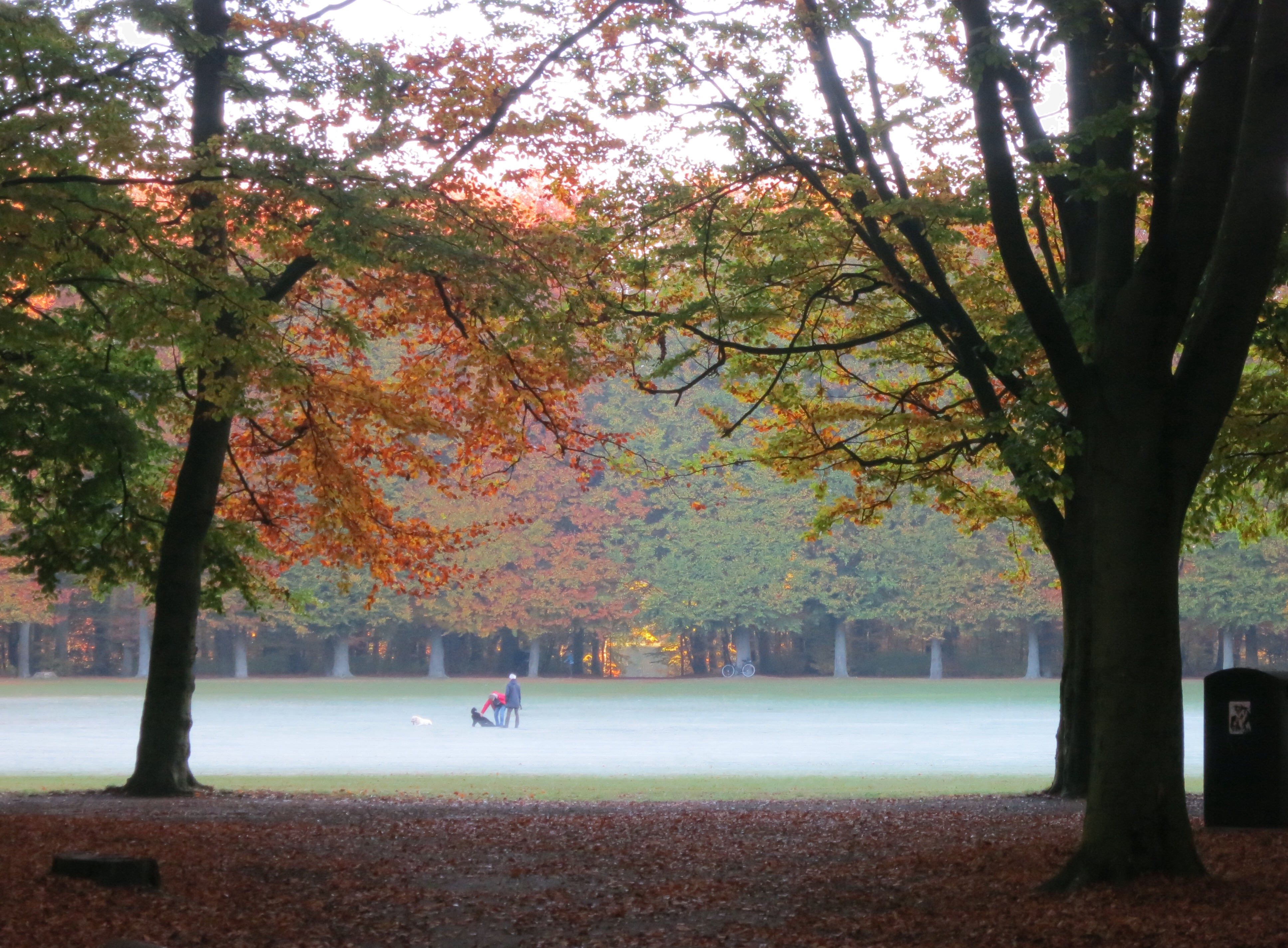
Höst i parken.
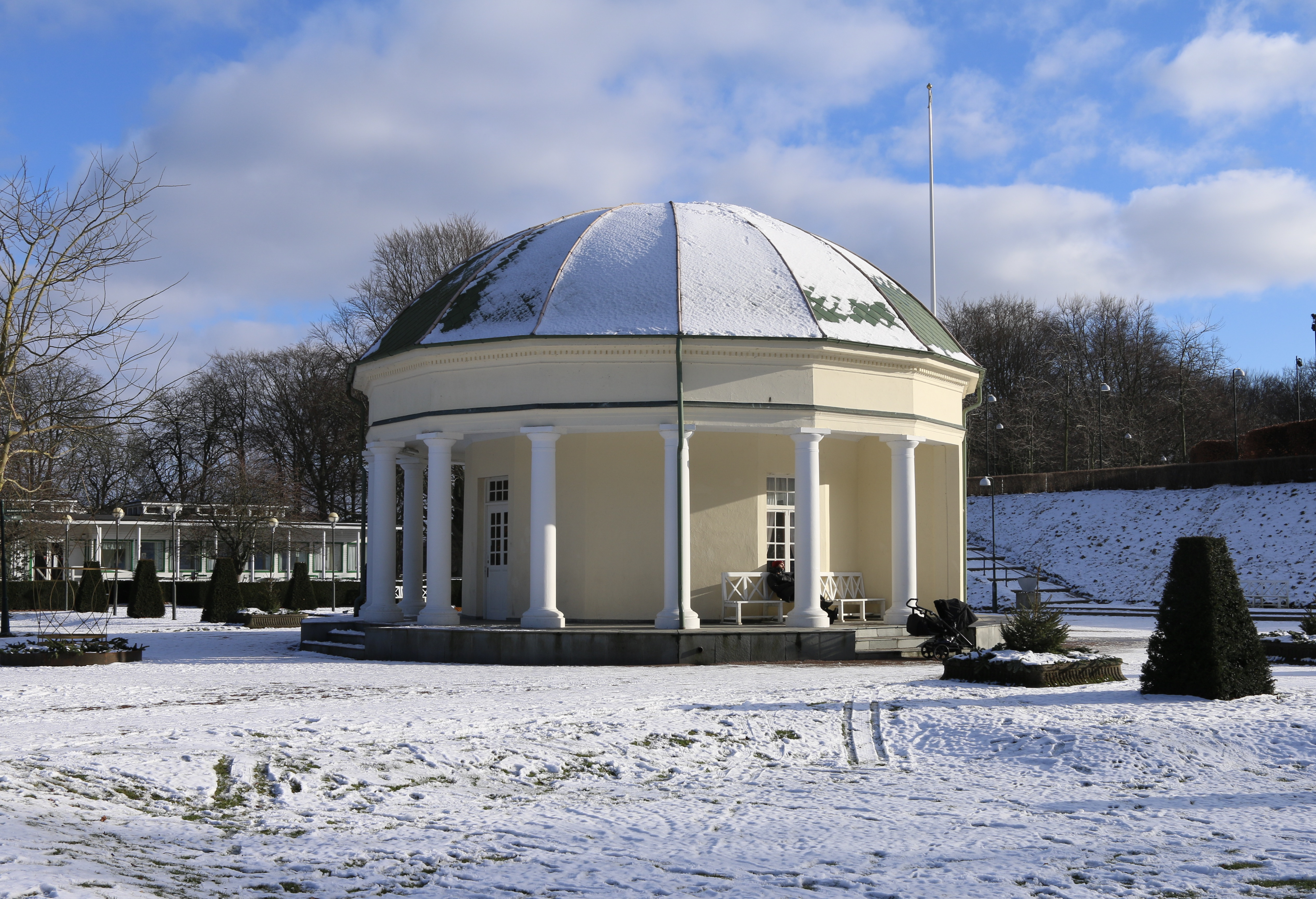
Margaretapaviljongen vintertid.
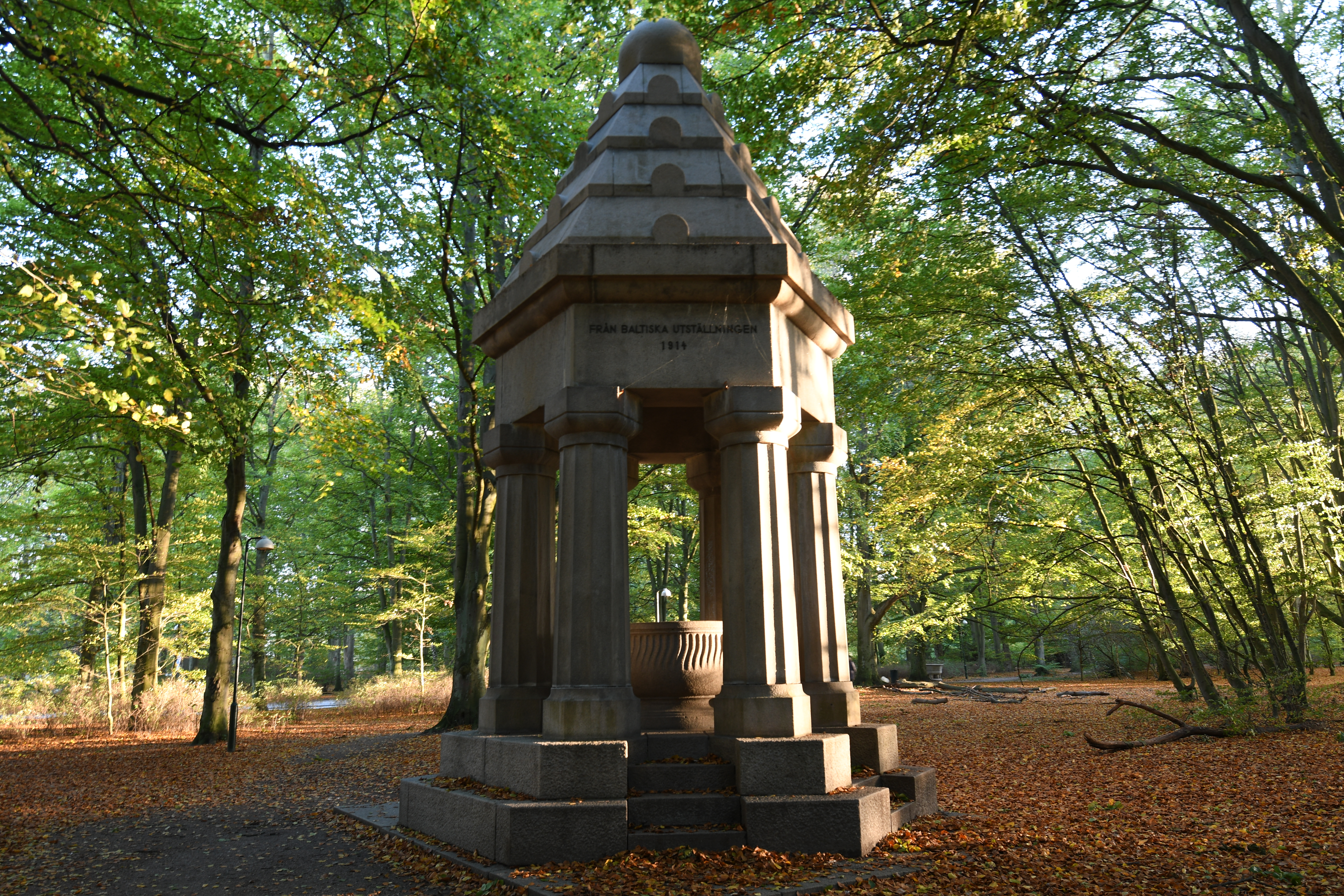
Stentemplet som blev kvar efter Baltiska utställningen 1914 eftersom det var så tungt.

## Källhänvisningar
1. ↑  "Pildammsparken". Arkiverad 29 mars 2018 hämtat från the Wayback Machine. Malmo.se. Läst 4 februari 2015.
2. ↑  Jens Mikkelsen (10 november 2014). ”Arkiverade kopian”. Sydsvenskan. Arkiverad från originalet den 8 januari 2015. https://web.archive.org/web/20150108193232/http://www.sydsvenskan.se/malmo/malmo-skapar-ny-motesplats-for-migranterna/. Läst 12 mars 2015.
3. ↑  ”Migrantlägret i Pildammsparken rivs”. Sydsvenskan. Arkiverad från originalet den 2 april 2015. https://web.archive.org/web/20150402023335/http://www.sydsvenskan.se/malmo/migrantlagret-i-pildammsparken-rivs/. Läst 1 april 2015.